# 刈谷名店街
刈谷名店街（かりやめいてんがい）は、かつて愛知県刈谷市東陽町にあった店舗兼アパート。1960年（昭和35年）8月28日に開業したが、2014年（平成26年）以降に取り壊された。

## 歴史
愛知県刈谷市の中心駅である刈谷駅の南西約400メートルにあるのが東陽町商店街である。かつては刈谷市最大の商店街として銀座通り中町商店街があり、1960年（昭和35年）6月には刈谷市初のアーケードを建設して刈谷銀座アーケード街とも呼ばれた。しかし、知多郡東浦町から来る買い物客は刈谷銀座アーケード街に吸い取られてしまい、その先の東陽町商店街まで来ないことが悩みだった。
刈谷銀座アーケード街に対抗するために、直後の1960年（昭和35年）8月28日に開業したのが刈谷名店街である。全長約100メートルにも及ぶ長いビルであり、1階は商店街を形成する店舗、2階は店舗所有者の住居、3階と4階部分が愛知県営の賃貸住宅となっていた。薄緑色のタイル張りだったのが特徴である。開店時には高浜市や碧南市にまで宣伝を行い、東陽町商店街の中には開店前に比べて5倍に跳ね上がった店舗もあったという。
開店時の商店の内訳は、岡部木工、靴のよねず、洋品の浪花屋、紳士服のイソムラ、塚本洋傘店、佐野時計店、ふく甚、トヨタミシン販売、喫茶の木村屋、レコードなどの永田商会、丸保商店、八百徳食品店、マルヤ、生菓子のいろは雀、木村屋製パンだった。
刈谷名店街は国鉄刈谷駅と刈谷市中心部を結ぶ道路沿いにあり、周辺にはトヨタ紡織や愛知製鋼や豊田自動織機などのトヨタ系大企業の工場が集積していることから、高度成長期には多くの人でにぎわった。
2007年（平成19年）までは道路を挟んで反対側も刈谷名店街のように片側式アーケードがあったという。刈谷名店街は古き良き昭和の遺産として建築マニアの注目を集めていたが、2014年（平成26年）前半には居住者の退去が完了し、2014年後半以降に取り壊された。